# Ловозеро (село)
Лово́зеро (кільд. Луяввьр) — село в Мурманській області Росії. Адміністративний центр Ловозерського району, другий за чисельністю населення, після селища Ревда, населений пункт району. Входить до складу Ловозерського сільського поселення, центром якого є. Населення — 2871 осіб (перепис 2010).

## Географія
Село розташоване на обох берегах невеликої річки Вирма, неподалік від озера Ловозеро. Найближча залізнична станція Оленєгорськ, зав 80 км на захід від села.

## Назва
Саамська назва села кільд. Луявьр-сыййт (також Лойъяврсийт) походить від назви озера Луяввьр (від кільд. я̄ввьр — «озеро») та слова сиййт («село»). Назва першої частини слова (Лу-), на думку місцевих саамів, походить від «Поселення сильних біля озера».

## Культура
Село Ловозеро є центром культурного життя саамів Росії, корінної народності Мурманської області. У селі проводяться різні саамські свята та фестивалі, у тому числі міжнародні, його часто називають «столицею російської Лапландії». В селі також розташований Музей історії кольських саамів.

## Історія
Поселення навколо оз. Ловозеро відомі з часів неоліту. Офіційно вважається, що вперше Ловозерський сийт згадується в 1574 р в Писаревій книзі Василя Агаліна, точніше в цитаті з неї, що міститься в Писаревій книзі Алая Міхалкова 1607—1611 рр.

## Населення
Населення — 2871 осіб. У селі є близько ста повністю саамських сімей, а також близько трьохсот, у яких хоча б один член сім'ї є саамом.
| 1939 | 1959  | 1970  | 1979  | 1989  | 2002  | 2010  |
| ---- | ----- | ----- | ----- | ----- | ----- | ----- |
| 824  | ↗2330 | ↗3463 | ↘3397 | ↗3638 | ↘3141 | ↘2871 |

## Економіка
Основне промислове виробництво на території сільського поселення — оленярство.

## Галерея

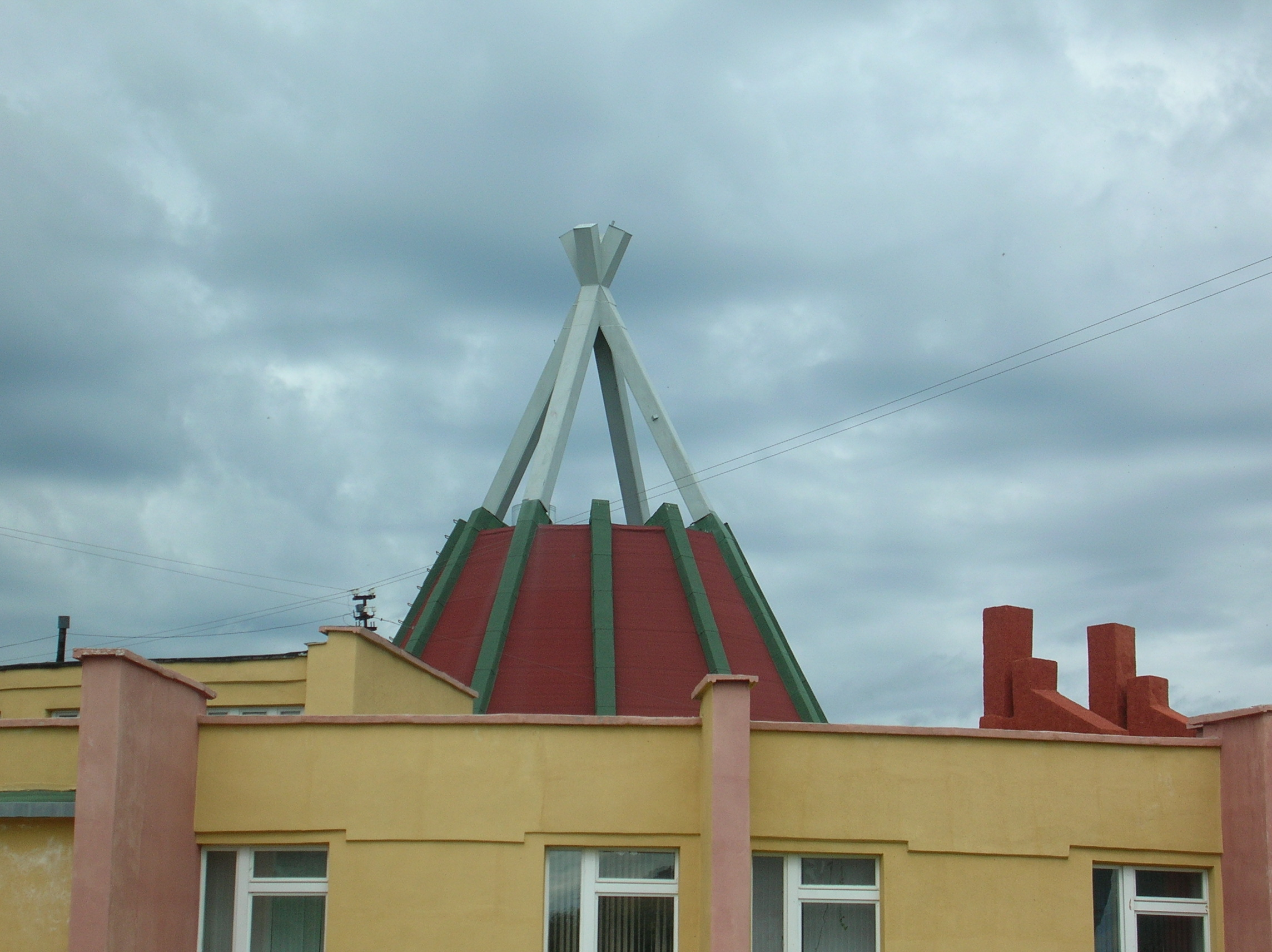
Саамський національний культурний центр
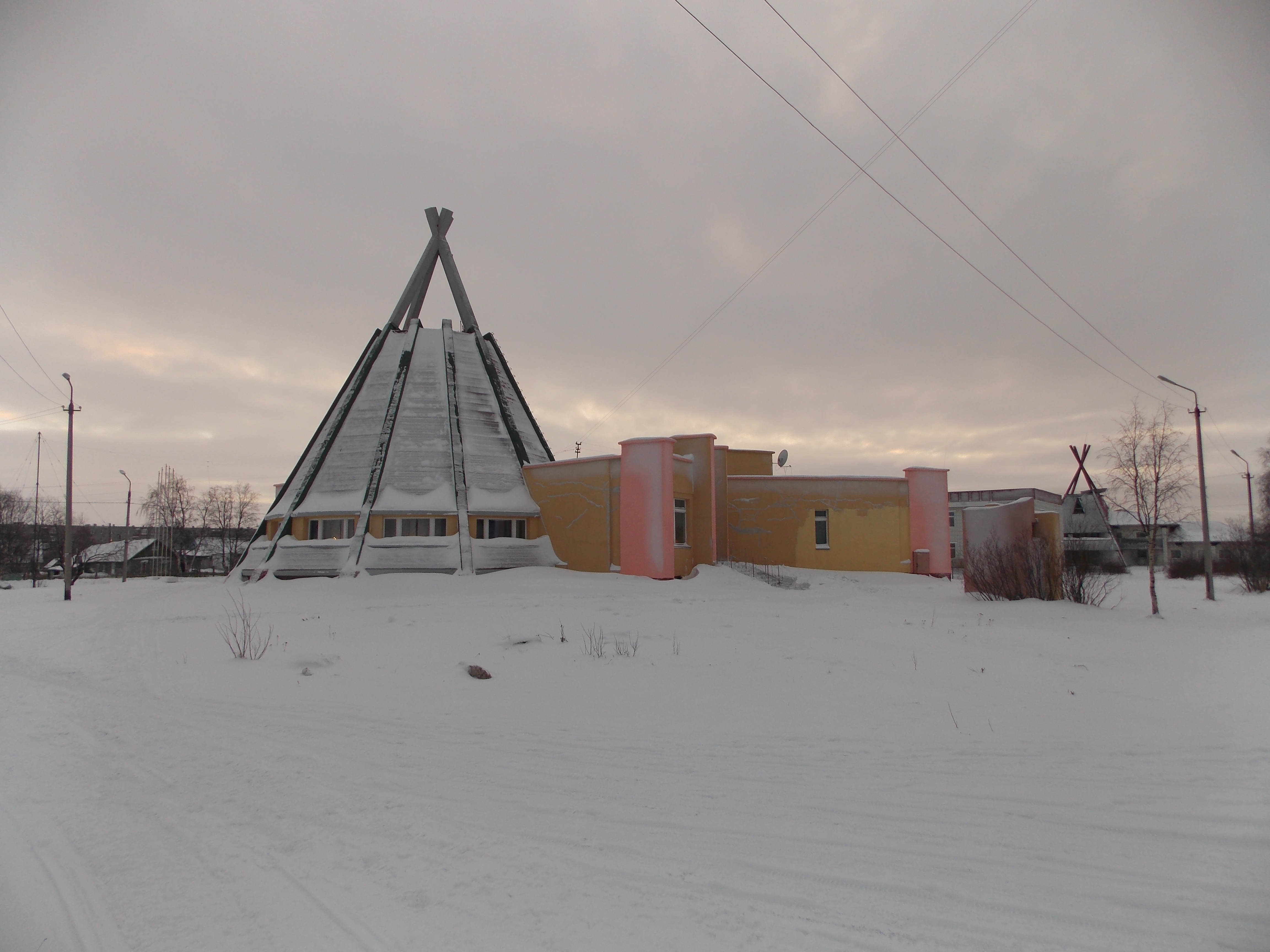
Саамський центр
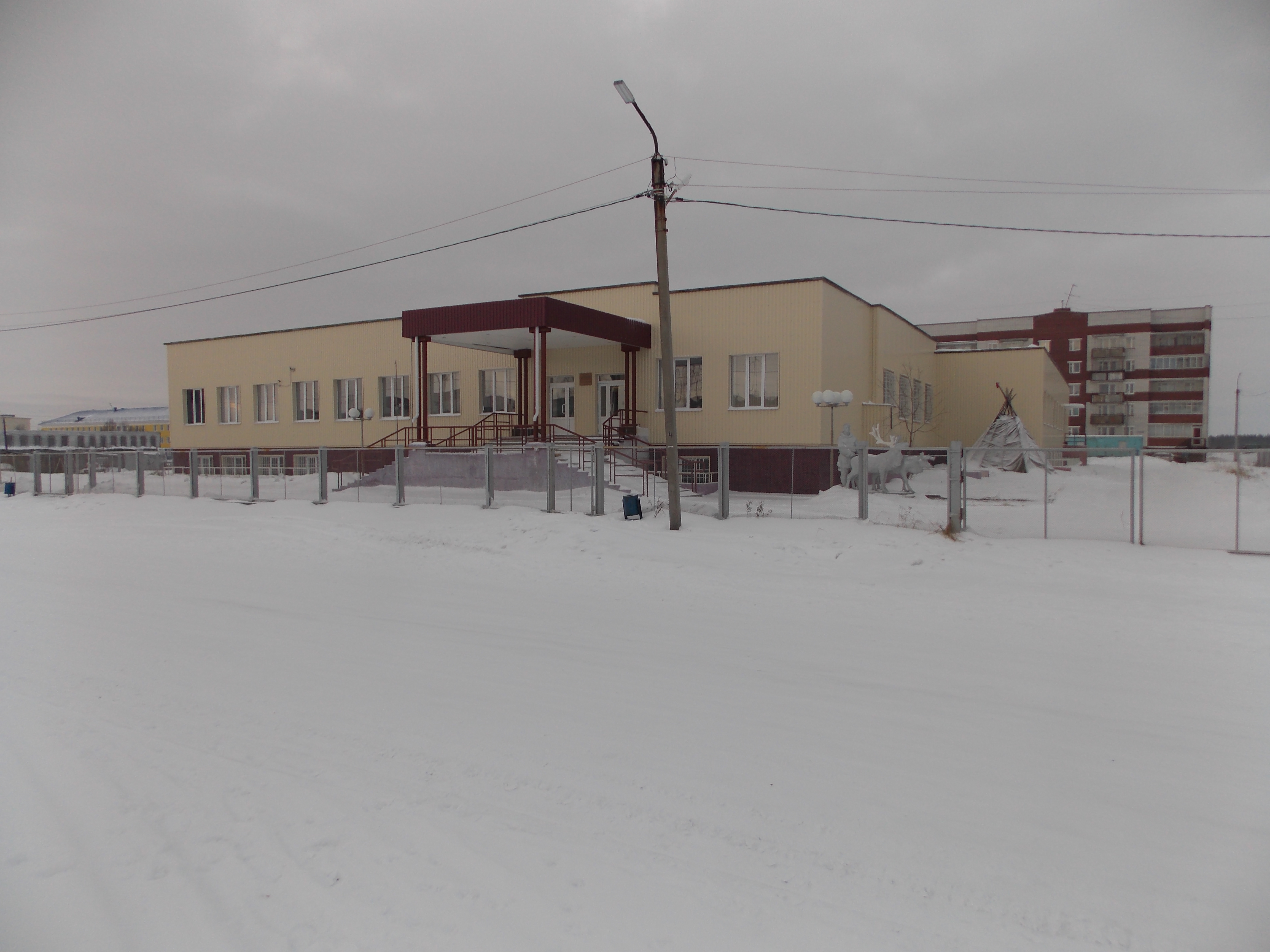
Будівля оленярського коледжу
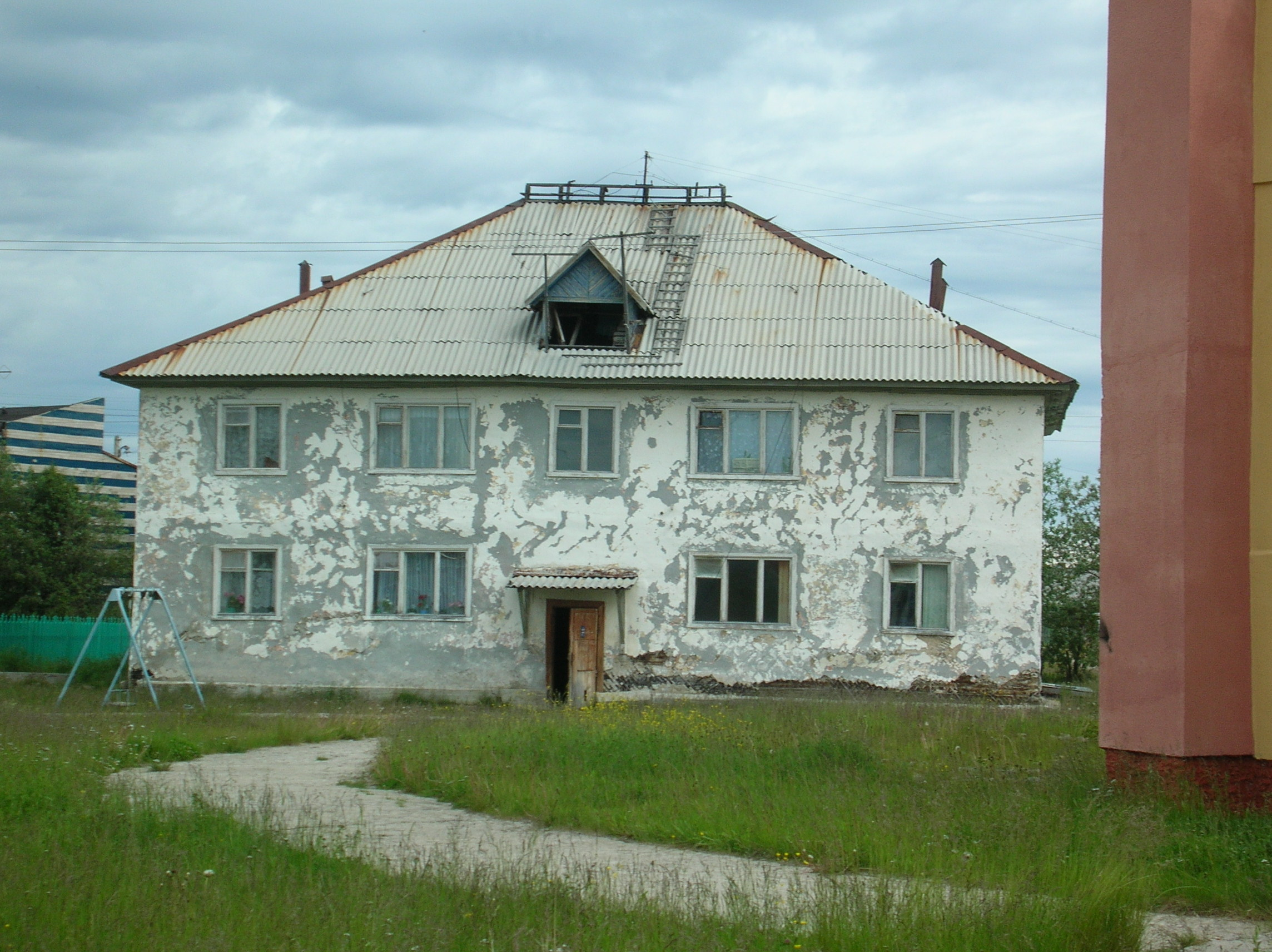
Будівля поруч з культурним центром.
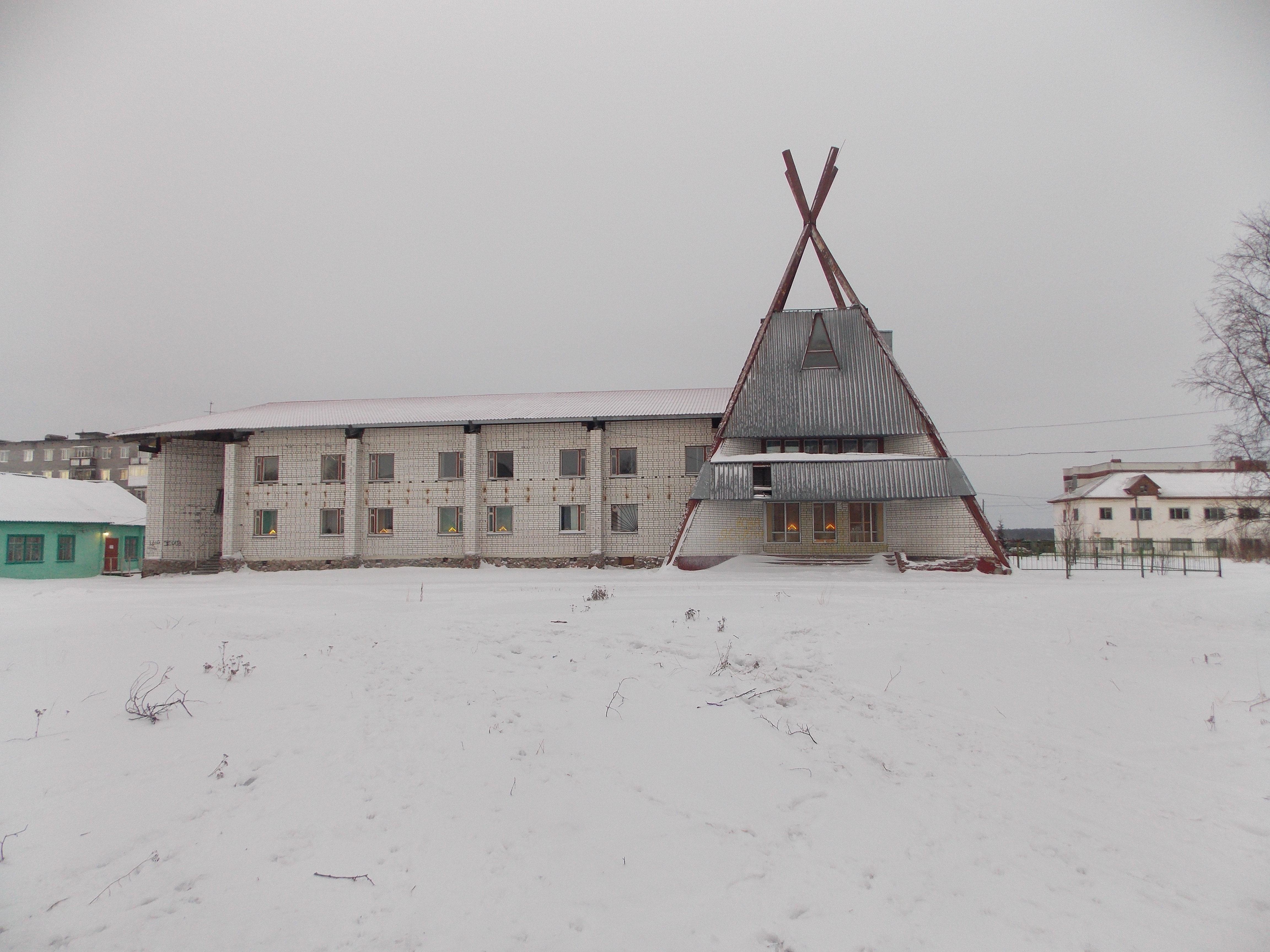
Будівля готелю
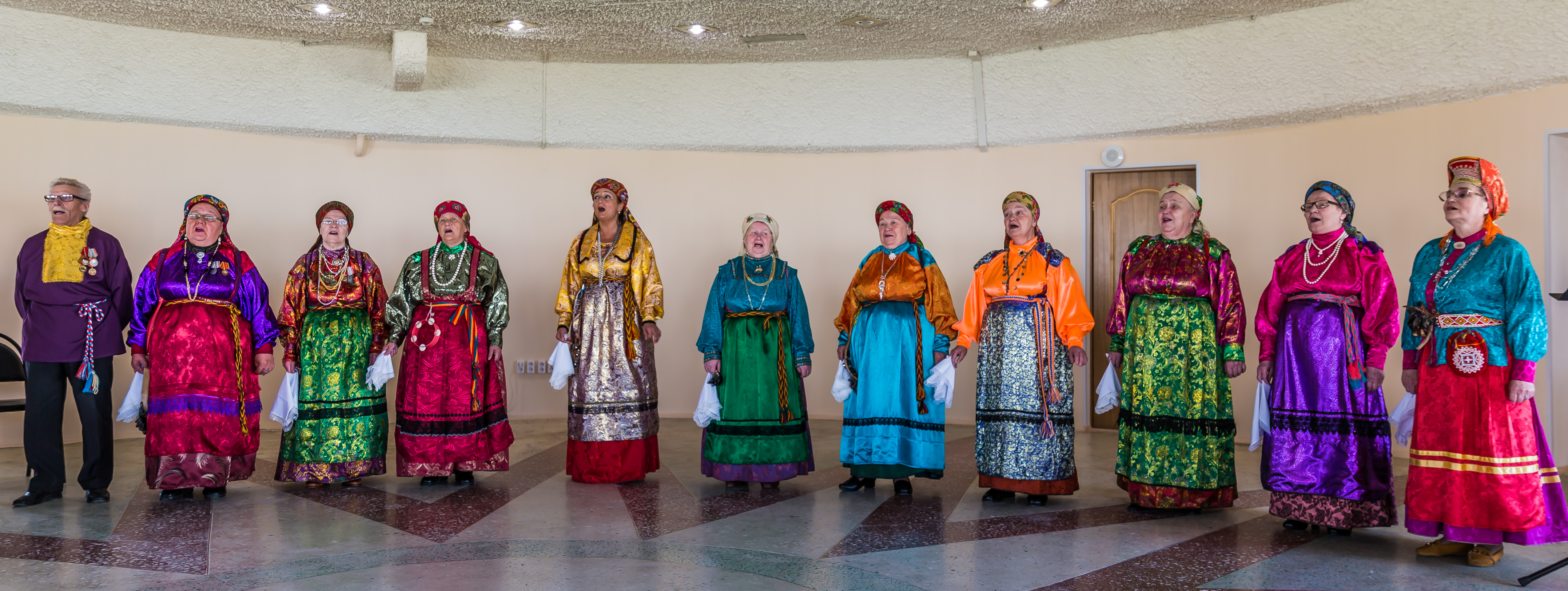
Хор в Національному Культурному Центрі, Ловозеро
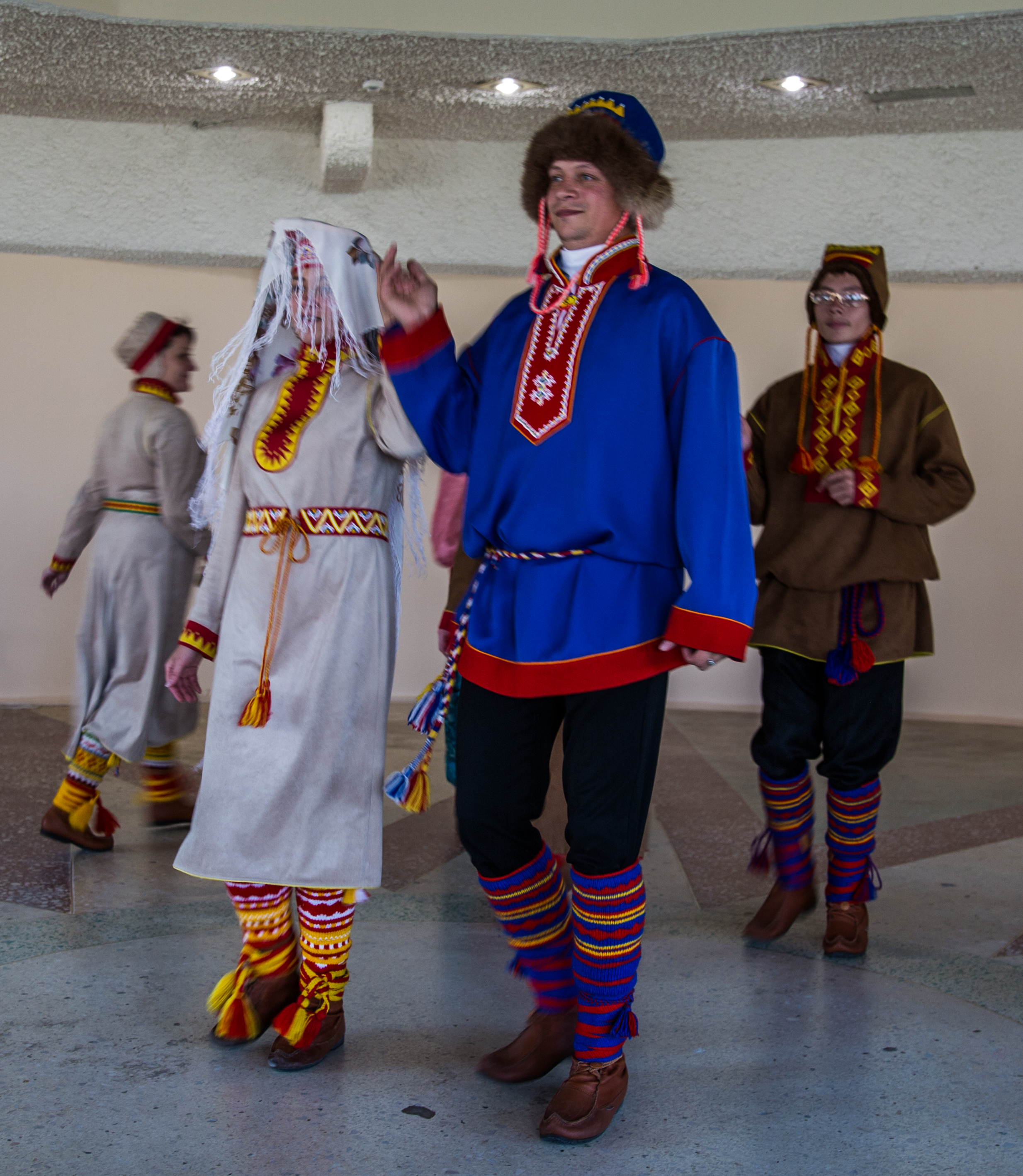
Саамські народні костюми, Ловозеро
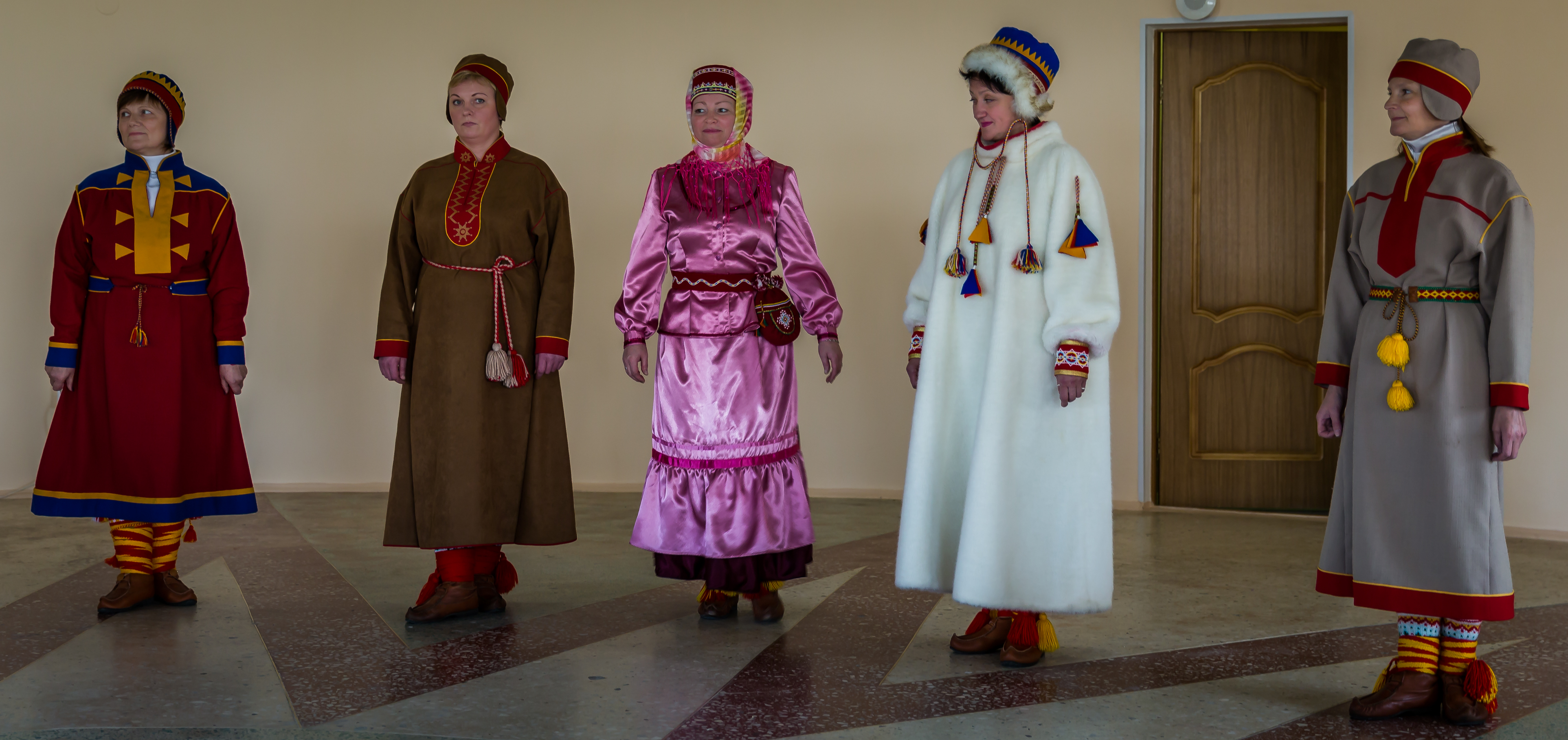
Саамські народні костюми, Ловозеро

## Міста-побратими
- Йоккмокк[9]
- Карасьйок[10][11]